# Superfly
Superfly（スーパーフライ）は、越智志帆（おちしほ）がボーカルを務める日本の音楽ユニット。所属レーベルはユニバーサルシグマ、マネジメントは44 CARAT。

## 概要
2004年、ボーカルの越智志帆とギターの多保孝一により愛媛県松山市で結成された。2007年にシングル『ハロー・ハロー』でメジャーデビューを果たすが、多保が作曲やアレンジャーの仕事に専念するために表舞台から退いたことにともない、越智のソロプロジェクトへと移行。バンドサウンドを表現することにこだわっており、その後もSuperflyというバンド名を使い続けている。
ユニット名はカーティス・メイフィールドの楽曲「Superfly」から。多保が高校時代にテレビで本人が歌う映像を見て衝撃を受けたことに由来し、越智が加入する前からすでに決まっていた。
1960年代から1970年代の洋楽をベースに邦楽テイストをミックスさせた独自の音楽性と、越智志帆のパワフルかつソウルフルな歌声と圧倒的なライブパフォーマンスで高い評価を得ている。
2017年4月時点でオリコン週間アルバムランキングで7作品が首位を獲得している。

## 略歴
2003年
- 越智志帆と多保孝一が松山大学の軽音楽サークルを通じて知り合い、新入生と上級生が一緒にバンドを組んで演奏した新入生歓迎ライブをきっかけに「フィソガー5」というコピーバンドを始める。当時は、遊びでフィンガー5や忌野清志郎からマドンナやザ・クラッシュ、ローリング・ストーンズまで、ジャンルも関係なくカバーして演奏しており、それがのちのSuperflyの原型になった。

2004年
- 多保が大学のサークル内で結成したバンド「Superfly」に越智が加入。彼に代わってボーカルを務めるようになり、ブルースを前面に押し出したオリジナル楽曲を演奏し始める。しかし二人の音楽性に理解を示す人間は少なく、メンバーの入れ替わりも激しかった。活動に限界を感じた多保と越智は、自分たちと同じ音楽を好きな人間を探そうと松山市内や愛媛県内で張り紙をするなどしてメンバーを募ったが、なかなか集まらず、ライブも結局は5回ほどしかできなかった。それでも、自主制作していた音源だけは売れていたという。

2005年
- 知り合いの伝手で下北沢のライブハウス「屋根裏」でライブを行う。愛媛から色々なレコード会社に送っていた2曲入り自作CDを聞いた音楽業界の人々が興味を持って観に来てくれた。愛媛ではそれほどの評判でない彼らの音楽が東京では素晴らしいと言ってもらえることを知った二人は地元と東京との差を実感し上京を決意する。

2006年
- 3月、上京して活動の場を松山から東京に移す。しかし東京でもメンバーは見つからず、この頃より越智と多保の二人だけで活動するようになった。そのためライブ活動はまったくできなかったが、発想を転換して、デモ音源を作りレコード会社や芸能プロダクションに送ったり配ったりすることに力を入れるようになった。そのうちに音楽業界の人間と知り合うようになり、デビューのきっかけを得た。

2007年
- 2月5日、インディア・アリーの渋谷AXの公演において、オープニングアクトを担当する。
- 4月4日、1stシングル『ハロー・ハロー』を発売。WARNER MUSIC JAPANからメジャーデビューを果たす。
- 4月6日、テレビ朝日系『ミュージックステーション』春うた3時間スペシャルの「Young Guns Spring Fes'07」コーナーで同番組に初出演し「ハロー・ハロー」を演奏する。なお同番組のスペシャルにおいてデビュー直後の新人が出演するのは異例のことである。
- 8月1日、2ndシングル『マニフェスト』を発売。
- 10月3日、未発表曲「愛と感謝」を配信限定でリリース。
- 11月8日、オフィシャルサイトにて多保孝一が同日付でコンポーザー・アレンジャーへ転向することを発表。越智のみのソロユニットとして活動を継続することになる。
- 11月28日、JETとのコラボレーションとして、Superfly×JET名義で3rdシングル『i spy i spy』を発売。
- 12月、全国5か所での初のワンマンツアー『Superfly 2007 Hello, We Love You』を行う。

2008年
- 2月、オフィシャルファンクラブ「Superconnection（スーパーコネクション）」発足。
- 2月27日、4thシングル『愛をこめて花束を』を発売。表題曲は、初のドラマ主題歌（『エジソンの母』）として使用され、シングルでは現時点で自己最高の売上を記録。
- 4月23日、5thシングル『Hi-Five』を発売。
- 5月14日、1stアルバム『Superfly』発売。アルバムの発売を記念して代々木公園にてフリーライブ（MUSIC ON! TV『ASAHI SUPER DRY The LIVE』にて生中継）を行い、約7,000人の観客を動員。本作で自身初のオリコンチャート1位を記録（2週連続1位）。
- 6月から7月まで全国10か所（12公演）でのワンマンツアー『Superfly Rock'N'Roll Show 2008』を行う。
- 9月10日、6thシングル『How Do I Survive?』を発売。オリコンチャートで10位を記録し、シングルでは自身初のトップ10入りとなる。
- 10月から11月まで全国11か所（13公演）で自身初となるホール公演によるアンコールツアー『Superfly Rock'N'Roll Show 2008 VOL.II』を行う。

2009年
- 4月1日、初のライブDVD『Rock'N'Roll Show 2008』発売。
- 5月13日、7thシングル『My Best Of My Life』を発売。表題曲は、2度目のドラマ主題歌（『BOSS』）となる。
- 6月3日、初の配信限定シングル『Alright!!』配信開始。
- 7月29日、初の両A面シングルとなる8thシングル『恋する瞳は美しい/やさしい気持ちで』を発売。
- 8月15日、アメリカ・ニューヨーク郊外のベセルで開催されたウッドストックの40周年記念イベント『Heroes of Woodstock』に出演。日本人歌手の出演は初となる。
- 9月2日、2ndアルバム『Box Emotions』発売。アルバムの発売を記念して六本木ヒルズアリーナにてフリーライブを行い、約4,000人の観客を動員。2作連続でオリコンアルバムチャート1位獲得。
- 10月から12月まで全国24か所（28公演）でのワンマンツアー『Superfly Box Emotions Tour 2009』を行う。
- 11月18日、9thシングル『Dancing On The Fire』を発売。
- 12月14日、初の武道館ライブ『Superfly 2009 Dancing at Budokan!!』を行う。

2010年
- 1月15日、「My Best Of My Life」が第82回選抜高等学校野球大会の入場行進曲に決定する。
- 4月28日、初の武道館公演の映像を収録したDVD&Blu-ray『Dancing at Budokan!!』発売。
- 5月29日、「タマシイレボリューション」が2010NHKサッカーテーマソングに決定する。
- 6月18日、「タマシイレボリューション」が先行配信開始。当初は7月中に配信開始の予定だったが、1ヶ月前倒しとなった。
- 7月30日、「FUJI ROCK FESTIVAL'10」に出演。
- 8月31日、フジテレビの夏期限定イベント「お台場合衆国2010」のめざましライブにトリとして出演。その模様がUstreamで生中継され、同サイト内で世界一の閲覧数約5,700アクセスを記録した。
- 9月1日、全てタイアップ付きの新曲4曲とシングルのカップリングに収録された洋楽のカヴァー曲を収録した企画盤となる10thシングル『Wildflower & Cover Songs:Complete Best 'TRACK 3'』を発売。オリコンアルバムチャートで1位獲得。
- 9月15日、『Wildflower & Cover Songs:Complete Best 'TRACK 3'』が邦楽アーティストの作品では初となるiTunes LPの配信を開始。
- 12月15日、11thシングル『Eyes On Me』を発売。シングルとしては当時の最高位となる5位を獲得。
- 12月22日、未発表の新曲「Beep!!」が、映画『漫才ギャング』の主題歌に決定する。

2011年
- 3月9日、12thシングル『Beep!!/Sunshine Sunshine』を発売。前シングルと同率の最高位5位を獲得。
- 3月19日、東日本大震災の被災者のため、自身のブログで「Sunshine Sunshine 〜a cappella ver.〜」「You & Me」をYouTubeで配信した。
- 3月25日、「You & Me」をiTunes他3つの音楽配信サイトで配信開始。
- 5月18日、配信シングル『Rollin' Days』配信開始。
- 6月15日、3rdアルバム『Mind Travel』発売。オリコンアルバムチャート1位獲得。アルバムの発売を記念して横浜赤レンガ倉庫にてフリーライブを開催し、約2万人の観客を動員。同時にその模様をUstreamを始めとした3つの動画配信サイトで生中継が行われ、約10万アクセスを記録した。
- 6月25日から10月2日まで、過去最大となる全国32か所（35公演）でのワンマンツアー『Superfly Tour 2011 "Mind Traveler"』開催。
- 6月29日、アルバム『Mind Travel』収録曲「Ah」の歌詞ありバージョンとして、13thシングル『あぁ』を発売。
- 7月21日、映画『スマグラー おまえの未来を運べ』の主題歌が新曲「愛をくらえ」、イメージソングに未発表曲「I My Me Mine Mine」に決定する。
- 10月12日、14thシングル『愛をくらえ』を発売。シングルとしては現時点で最高位となる3位を獲得。
- 12月3日より、埼玉、名古屋、大阪の3ヶ所（6公演）で、初の東名阪アリーナツアー『Superfly Arena Tour 2011 "Shout In The Rainbow!!"』を開催。

2012年
- 4月4日、初のアリーナ公演の模様を収録したDVD&Blu-ray『Shout In The Rainbow!!』を発売。
- 6月から7月まで、全国10ヶ所（13公演）のファンクラブ会員限定ライブハウスツアー「Superconnection Fanclub Tour Live 4th You」を開催。セットリストは「愛をくらえ」以外は新曲で、9月発売のアルバム『Force』の曲順となっている。また、この時に髪型をロングからセミロングに変えた。
- 7月25日、トータス松本とのデュエットによるコラボレーション・シングル『STARS』を発売。
- 8月15日、15thシングル『輝く月のように/The Bird Without Wings』を発売。
- 9月19日、4thアルバム『Force』を発売。オリコンアルバムチャート1位を獲得し、デビューからオリジナルアルバム４作連続の1位を記録。
- 10月26日から翌年の1月18日まで、全国29ヶ所（35公演）のホールツアー『Superfly Tour 2012-13 "Live Force" supported by VO5』を開催。
- 10月31日、アルバムからのリカットとして16thシングル『Force』を発売。

2013年
- 3月から4月まで、全国6ヶ所（9公演）で自身2度目となるアリーナツアー『Superfly 5th Anniversary Super Live GIVE ME TEN!!!!! supported by VO5』を開催。
- 4月3日、初のドキュメント映像とライブ映像を収録した『Force 〜Document & Live〜』を発売。
- 9月25日、ベストアルバム『Superfly BEST』を発売。オリコンアルバムチャート1位を獲得し、2010年の企画盤「Wildflower & Cover Songs:Complete Best 'TRACK 3'」を含めるとデビューから6作連続のアルバムチャート1位を記録。　
- 11月13日、2度目のアリーナ公演の模様を収録したDVD&Blu-ray『GIVE ME TEN!!!!!』を発売。

2014年
- 5月14日、17thシングル『Live』を発売。
- 8月16日、SUMMER SONIC 2014 幕張会場のMARINE STAGEに出場し、いわゆる4大ロックフェス（フジロック、サマーソニック、ロッキンジャパン、ライジングサン）全てのメインステージ出場を達成する。
- 11月19日、18thシングル『愛をからだに吹き込んで』を発売。

2015年
- 1月21日、配信シングル『White Light』を配信開始。表題曲は、ゲームソフト『テイルズ オブ ゼスティリア』のテーマソング。
- 5月27日、5thアルバム『WHITE』を発売。
- 5月30日、アルバム『WHITE』の発売を記念して大阪城西の丸庭園にてフリーライブを開催し、約15,000人の観客を動員。
- 7月から11月まで、ツアー『Superfly WHITE TOUR 2015』を開催。
- 12月2日、20thシングル『黒い雫 & Coupling Songs: 'Side B'』を発売。
- 12月31日、『第66回NHK紅白歌合戦』に「Beautiful」で初出場。

2016年
- 1月30日より、全国7ヶ所(11公演)で3度目となるアリーナツアー『Superfly Arena Tour 2016 "Into The Circle!"』を開催。
- 7月29日、越智の喉の不調のため、8月に出演予定のライブイベントをキャンセルし、治療に入ることを発表。
- 8月24日、3度目のアリーナ公演の模様を収録したDVD&Blu-ray『Superfly Arena Tour 2016 "Into The Circle!"』を発売。
- 9月14日、21stシングル『Good-bye』を発売。
- 11月23日、22ndシングル『99』を発売。カップリングには『ドクターX』シリーズ4作品の主題歌とそれら楽曲のBACKING TRACKが収録された。

2017年
- 4月4日、デビュー10周年を記念してファンによるリクエスト投票で上位39曲が収録されたオールタイム・ベストアルバム『Superfly 10th Anniversary Greatest Hits “LOVE, PEACE & FIRE”』をデビュー日にリリース。オリコン1位を獲得し、オリコンアルバムチャートでの1位獲得は7作目となる。
- 11月15日、デビュー10周年記念ライブ「Superfly 10th Anniversary Premium LIVE "Bloom"」を、東京オペラシティ・コンサートホールにて開催。長期休養からの復帰ステージとなる1年8ヶ月ぶりのライブで、蔦谷好位置をサウンドプロデューサーに迎えて初のオーケストラ編成で行われた。また初のライブビューイングが実施され、当日の公演の模様は全国の映画館で生中継された。この時、髪型をロングからベリーショートに変えた。
- 12月31日、『第68回NHK紅白歌合戦』に「愛をこめて花束を」で2回目の出場。体調回復後初めてのテレビ出演となる。

2018年
- 5月から6月まで、全国5ヶ所（7公演）のファンクラブ会員限定ライブハウスツアー、Superfly Official Fanclub "Superconnection" 10th Anniversary Tour 2018「Super-duper!」を開催。
- 6月6日、前作から約1年半ぶりとなる23rdシングル『Bloom』を発売。
- 10月10日、『第85回NHK全国合唱コンクール 中学生の部』の課題曲として書き下ろした、「Gifts」を24thシングルとして発売。
- 12月31日、『第69回NHK紅白歌合戦』に、「Gifts」で出場。これで3回目の出場となる。

2019年
- 1月1日0時、秋に3年半ぶりの全国アリーナツアーを開催することを発表。
- 3月27日、4月1日(月)より全国でオンエアされるポッカサッポロフード&ビバレッジ(株)「キレートレモン」の新テレビCM「さぁ、ここからだ。」編に出演、そしてイメージキャラクターを務めている。CMやイメージキャラクターとして越智志帆自身が出演、起用されるのはこれが初となる。このCMのために新曲「サンディ」を書き下ろし、CMではこれをアカペラで熱唱している。
- 4月5日、5月24日(金)公開、TRIGGER制作・完全オリジナル劇場アニメーション映画『プロメア』の主題歌を担当することを発表、主題歌「覚醒」とエンディング主題歌「氷に閉じこめて」を書き下ろす。Superflyがアニメ映画作品の主題歌を担当するのは、これが初となる。
- 4月8日、4月16日から始まる、TBS火曜ドラマ『わたし、定時で帰ります。』の主題歌「Ambitious」を書き下ろしたことが発表された。
- 6月12日、25thシングル『Ambitious』をリリース。カップリング曲は、『プロメア』の主題歌「覚醒」と、エンディング主題歌「氷に閉じこめて」の2曲。初回限定盤は、これまで出演した夏フェスの中の初収録10曲。
- 6月14日、「Ambitious」のミュージック・ビデオが公開された。
- 7月21日、「FM802 30PARTY MEET THE WORLD BEAT 2019」に出演する。
- 7月28日、「FUJI ROCK FESTIVAL’19」に出演。メインのグリーンステージに9年ぶり2回目の出場を果たす。この時の映像は、YouTubeライブ配信された。そして今冬、アルバムリリースをすることを越智志帆自身が発表した。
- 7月29日、アリーナツアーのタイトルが「0」に決定したことが発表された。また、今冬リリースされる、アルバムのタイトルも「0」に決定したことが発表された。
- 8月15日、9月30日から始まる、NHK連続テレビ小説「スカーレット」の主題歌「フレア」を書き下ろしたことが発表された。
- 9月21日、神戸ワールド記念ホールにて、「Superfly Arena Tour 2019 “0”」の初日を迎えた。このアリーナツアーは15公演全てのチケットが完売し、13万人を動員した。
- 11月1日、配信限定シングル『フレア』をリリース。
- 11月14日、『第70回NHK紅白歌合戦』に3年連続4回目の出場が決定した。
- 12月8日、マリンメッセ福岡にて、「Superfly Arena Tour 2019 "0"」ツアーファイナルを迎えた。またこの公演では、全国の映画館とフジテレビTWOにてライブビューイングが開催された。
- 12月31日、『第70回NHK紅白歌合戦』に出場。NHK連続テレビ小説『スカーレット』の主演女優・戸田恵梨香の前で主題歌「フレア」を歌唱。歌の冒頭はアカペラで披露した。

2020年
- 1月6日、タワーレコード表参道・札幌・梅田店にて「Superfly CAFE」が開催される。
- 1月15日、6thアルバム『0』を発売。これを記念して都内某所にてリリースイベントが開催される。
- 4月4日、デビュー13周年を迎えると同時に昨年開催されたアリーナツアー「Superfly Arena Tour 2019 "0"」ツアーファイナル・福岡マリンメッセ公演のDVD＆Blu-rayをリリース。4月3日付デイリーランキングでは1位を記録し、4月13日付週間ミュージックDVD＆Blu-rayランキングで4位を獲得した。
- 4月14日、自宅で楽しめるよう名作ライブ全7タイトルを『Superfly Live Archives Festival on YouTube』と題してYouTubeで7月31日まで期間限定公開する。
- 4月23日、自身のInstagramに、コロナ禍が落ち着いた時の気持ちを書いた新曲「Together」を投稿した。
- 5月22日、初のリモート制作で作られた「Together」を配信限定でリリースした。
- 11月3日、初となるオンラインライブ「Superfly Live at Studio “Sing Together”」を開催。
- 12月31日、『第71回NHK紅白歌合戦』に出場、4年連続5回目となった。オーケストラスタジオから東京フィルハーモニー交響楽団の演奏とともに「愛をこめて花束を」を歌唱。

2021年
- 3月25日より、デビュー14周年を記念して、初のポップアップストアイベント「Super Market」を東京（3月25日～4月5日）・大阪（4月2日～4月11日）の2地区で開催。のちに2つのスピンオフ企画も開催される。
- 4月4日、デビュー14周年を迎えると同時に、ユニバーサルミュージック / ユニバーサルシグマにレーベルを移籍することを発表。
- 8月22日、オンラインライブ「Superfly Online Live “うぶ声”」をYouTubeでプレミア公開、同ライブにて新曲「Voice」が初披露となる。アーカイブは当初の予定では9月26日までの期間限定公開であったが、のちに無期限公開への変更が決定。

2022年
- 1月1日、新曲「ダイナマイト」が、ボートレース2022年新CMシリーズ「アイ アム ア ボートレーサー」の主題歌に決定。
- 4月1日、4月4日から始まる、フジテレビ情報バラエティ番組『ポップUP!』のテーマソング「Love & Peace Again！」を書き下ろしたことが発表される。
- 4月4日、レーベル移籍後初となるシングル『Voice』を配信限定で発売、同日20時に同曲のミュージック・ビデオが公開となる。また、デビュー15周年を記念して、特設サイトも開設された。
- 5月23日、配信限定シングル『ダイナマイト』を発売、同日20時に同曲のミュージック・ビデオも公開。
- 6月25日、新曲「Presence」が、7月2日から始まるNHK EテレTVアニメーション『アオアシ』第2クールのオープニングテーマに決定したことが発表される。Superflyがテレビアニメ作品の主題歌を担当するのは、これが初となる。
- 8月8日、楽曲「ダイナマイト」のリミックス『ダイナマイト(R3HAB Remix)』が配信限定で発売される。
- 8月29日、配信限定シングル『Presence』を発売、同日20時に同曲のミュージック・ビデオも公開。
- 11月2日、過去のライブ音源を収録した配信限定アルバム『15th Anniversary Live Best』を発売。
- 11月23日、デビュー15周年記念ライブ「Superfly 15th Anniversary Live “Get Back!!”」を、有明アリーナにて開催、同ライブで2023年6月から約3年半ぶりの全国アリーナツアーを開催することも発表された。
- 11月30日、新曲「Farewell」が2023年1月13日公開の『映画 イチケイのカラス』の主題歌に起用されたことが発表される。映画主題歌を担当するのは、2019年公開の『プロメア』以来となる。
- 12月28日、配信限定シングル『Farewell』を発売。ミュージック・ビデオは翌年1月9日に公開される。
- 12月31日、『第73回NHK紅白歌合戦』に「Beautiful」で2年ぶり6回目の出場。

2023年
- 2月14日、配信限定シングル『Farewell (Gospel Ver.)』を発売、同日20時にミュージックビデオを公開。
- 5月24日、7thアルバム『Heat Wave』を発売。レーベル移籍後としては初のオリジナルアルバムとなる。
- 6月14日、同月17日に初日を迎える予定だった3年9か月ぶりとなるアリーナツアー「Superfly Arena Tour 2023 “Heat Wave”」の横浜アリーナ公演が越智の喉の不調により中止となることが発表された。
- 7月7日、年内の全公演中止と出演を予定していた「J-WAVE presents INSPIRE TOKYO 2023」「ROCK IN JAPAN FESTIVAL 2023」の出演キャンセルが発表された。
- 7月4日、ディズニー＆ピクサー映画『マイ・エレメント』の日本版エンドソング、「やさしい気持ちで (マイ・エレメントver.)」が配信開始。
- 9月14日、越智が復帰を報告。
- 10月15日スタートのTBS系「日曜劇場」枠ドラマ『下剋上球児』の主題歌を担当。楽曲「Ashes」を書き下ろす。
- 11月5日、配信限定シングル『Ashes』を発売。
- 12月31日、『第74回NHK紅白歌合戦』に「タマシイレボリューション」で2年連続7回目の出場。

2024年
- 2月、アリーナツアーを再開。
- 2月17日、ポートメッセなごや第１展示館からアリーナツアーを再開催。『Superfly Arena Tour 2024 "Heat Wave"』として名古屋、大阪、さいたまの３ヶ所５公演での開催となった。
- 3月21日、さいたまスーパーアリーナにて『Superfly Arena Tour 2024 "Heat Wave"』のツアーファイナル公演。このツアーは５公演で６万人を動員した。
- 4月4日、デビュー17周年を記念し、YouTubeでスペシャルトーク番組を配信。カバー企画「Superflyと歌旅」（のちに「Superflyと涙旅」に改題）の始動を発表した。この皮切りに4月11日に出演したNHK『SONGS』では、スピッツの楽曲「楓」を歌唱した。
- 7月13日スタートの日本テレビ系ドラマ『マル秘の密子さん』の主題歌を担当。楽曲「Charade」を書き下ろす。
- 8月17日、配信限定シングル『Charade』を発売。
- 11月27日、「Superfly Arena Tour 2024 “Heat Wave”」等のライブ映像、ドキュメンタリー作品「Documentary of “Ride the Wave”」、「Voice」から「Charade」までのミュージック・ビデオを収録したDVD＆Blu-ray『Ride the Wave 〜Live & Documentary〜』を発売。
- 12月31日、『第75回NHK紅白歌合戦』に「Beautiful」で3年連続8回目の出場。

2025年
- 4月4日、デビュー18周年を迎えると同時に、Superflyとしては初の邦楽カバー・アルバム『Amazing』の発売を発表。本作は前年に始動した企画「Superflyと涙旅」のもと発表される作品となる。同カバー・アルバム発売までに「彩り」「人として」「僕のこと」のカバー3曲が先行配信された。
- 5月30日、YouTubeチャンネル『THE FIRST TAKE』にてプレミア公開されたTHE FIRST TAKE 第551回で、同チャンネルの動画に初出演。代表曲「愛をこめて花束を」の一発録りを、本収録限りのリアレンジバージョンで披露した。本収録での音源は、6月27日に配信販売が開始した。
- 6月18日、カバー・アルバム『Amazing』を発売。6月29日には、本アルバム発売を記念したフリーライブを大阪市内某所で開催予定。
- 8月31日、札幌文化芸術劇場hitaruにてSuperflyとしては約10年ぶりの全国ホールツアー『Superfly Hall Tour 2025』の初日を迎える予定。本ツアーは10ヵ所13公演で開催される。

## メンバー

### 越智 志帆（おち しほ）
ボーカル、多くの楽曲の作詞、一部楽曲の作曲を担当。1984年2月25日生まれ。身長153cm、血液型はA型。愛媛県今治市（旧越智郡朝倉村）出身。愛媛県立今治北高等学校、松山東雲短期大学秘書科卒業。
中学生時代にクラスで行った合唱コンクールにて人前で歌うことの喜びを覚えたのが音楽を始めるきっかけとなった。音楽を始めるようになったのは高校3年生の時で、この時初めて結成したバンドでボーカルを務めた。それまではポップスを主に聴いていたが、短大時代に多保から薦められたジャニス・ジョプリンの「Move Over」をきっかけにロックに傾倒したという。1960年代から1970年代の音楽が好きで、音楽づくりにも、その時代のロック、ソウル、ブルースなどの影響を受けているという。以降、影響を受けたアーティストや目標としているアーティストとして、ジャニス・ジョプリンの他に、キャロル・キング、マリア・マルダー、ミック・ジャガー、シェリル・クロウなどを挙げている。
ライブなどではボーカルだけでなくギターやピアノ、ブルースハープ、タンバリン、カウベル、ティンパニなども演奏する。
ピアノを幼少の頃に習っており、いくつかのテレビ番組で「愛をこめて花束を」をピアノで弾き語りしたことがある。また、アルバム『Superfly』に収録されている「Last Love Song」は、自身が単独で作詞作曲とピアノ弾き語りを行った楽曲であり、ライブでもピアノ弾き語りで披露している。
同学年で誕生日が4日違いでもあるいきものがかりのボーカル吉岡聖恵と仲が良く、「きよちゃん」と呼ぶ。2022年2月25日にYouTubeで公開された「Superfly 越智志帆 Birthday女子会」にも、メイン出演者として参加している。
2018年4月17日、フジファブリックの金澤ダイスケと結婚。
2021年12月28日、第1子妊娠を報告。2022年5月15日、第1子出産を報告。2023年4月13日には初のエッセイ集『ドキュメンタリー』（新潮社）を発行した。
ステージ衣装も普段着も古着を愛用している。20歳の頃、音楽への興味からの流れで1960年代から1970年代のファッションにも興味を持つようになった頃、松山市のある古着店で店主の着こなしに感激し、その店に通うようになったという。

### 旧メンバー

#### 多保 孝一（たぼ こういち）
ギター、コーラス、作曲、編曲担当。1982年2月11日生まれ。血液型O型。愛媛県今治市出身。2007年11月8日付で、デビューからわずか半年で脱退。以降は活動の舞台を裏方へと移し、Superflyのメイン・コンポーザー／アレンジャーとして2014年まで活動。ベスト盤『Superfly BEST』の発売まで、ほとんどの楽曲の作曲・編曲を担当した。

### サポートメンバー
- 草刈浩司（ギター）2007年 - 2009年、2012年 - 2014年
- 曽根巧（ギター）2008年 - 2009年、2015年、2018年
- 八橋義幸（ギター、バンドマスター）2009年 -
- ヒラマミキオ（ギター）2010年 - 2012年
- 名越由貴夫（ギター）2016年 -
- 岩崎なおみ（ベース）2007年 - 2009年
- 松原秀樹（ベース）2009年、2020年
- 種子田健（ベース）2010年 - 2016年
- 須藤優（ベース）2018年 -
- 野崎泰弘（キーボード）2007年 - 2009年
- SUNNY（キーボード、アコーディオン）2010年 - 2013年
- 蔦谷好位置（キーボード、バンドマスター、音楽プロデューサー）2014年 - 2019年
- 山本健太（キーボード）2019年 -
- 鶴谷崇（キーボード）2019年 -
- 浅見トマル（ドラムス、パーカッション）2007年 - 2008年
- 松原"マツキチ"寛（ドラムス、パーカッション）2007年 - 2016年
- アーミン・武志・リンツビヒラー（ドラムス）2011年
- 小田原豊（ドラムス）2012年 - 2013年
- 玉田豊夢（ドラムス）2018年 -
- 藤田真由美（コーラス）2009年
- オオヒナタハルコ（コーラス、パーカッション）2010年 - 2017年
- 稲泉りん（コーラス）2018年 -
- 高橋あず美（コーラス）2018年 -

### スペシャルバンド
JET
オーストラリア・メルボルン出身のロックバンド。2007年、彼らとのコラボで3rdシングル『i spy i spy』をSuperfly×JET名義で発売した。
Big Brother & The Holding Company
かつてジャニス・ジョップリンが在籍していたバンド。2009年、日本にジャニスに影響を受けた歌手がいると聞いた彼らに招かれ、サンフランシスコでスタジオ・セッションをレコーディングした。その流れで、ウッドストック40周年記念フェスティバル「Heroes of Woodstock」にもゲストボーカルとして出演した。
Superfly & the Lemon Bats
2010年、雑誌「SWITCH」の創刊25周年を記念して行われたライブイベント「SWITCH 25th Anniversary presents Superfly & The Lemon Bats SPECIAL LIVE "Rock'N' Roll Muncher"」のために結成されたスペシャルバンド。
- Superfly（Vo）
- 百々和宏（G：MO'SOME TONEBENDER）
- 八橋義幸（G）
- 蔦谷好位置（Key）
- 日向秀和（B：ストレイテナー、Nothing's Carved In Stone）
- 中村達也（Dr：元BLANKEY JET CITY）

## 作品
- 各作品の詳細は作品の項を参照のこと。パッケージ作品はいずれも初回プレス盤デジパック仕様。

### シングル
- Superflyの単独作品には、instrumentalがないのが特徴であったが、2016年11月23日に発売された22ndシングル『99』に初めて表記は異なるがBACKING TRACKとして収録された。2018年10月10日発売の24thシングル『Gifts』においても、表題曲のみinstrumentalが収録されている。

| 1st  | 2007年4月4日   | ハロー・ハロー                                   | CD                         | WPCL-10400    | 31位 | Superfly                                                     |
| 2nd  | 2007年8月1日   | マニフェスト                                     | CD                         | WPCL-10417    | 51位 | Superfly                                                     |
| 3rd  | 2007年11月28日 | i spy i spy                                      | CD                         | WPCL-10441    | 55位 | Superfly                                                     |
| 4th  | 2008年2月27日  | 愛をこめて花束を                                 | CD                         | WPCL-10454    | 13位 | Superfly                                                     |
| 5th  | 2008年4月23日  | Hi-Five                                          | CD                         | WPCL-10470    | 30位 | Superfly                                                     |
| 6th  | 2008年9月10日  | How Do I Survive?                                | CD                         | WPCL-10602    | 10位 | Box Emotions                                                 |
| 7th  | 2009年5月13日  | My Best Of My Life                               | CD                         | WPCL-10675    | 11位 | Box Emotions                                                 |
| 8th  | 2009年7月29日  | 恋する瞳は美しい/やさしい気持ちで                | CD                         | WPCL-10730    | 12位 | Box Emotions                                                 |
| 9th  | 2009年11月18日 | Dancing On The Fire                              | CD+DVD                     | WPZL-30167/8  | 7位  | Superfly BEST                                                |
| 9th  | 2009年11月18日 | Dancing On The Fire                              | CD                         | WPCL-10754    | 7位  | Superfly BEST                                                |
| 10th | 2010年9月1日   | Wildflower & Cover Songs:Complete Best 'TRACK 3' | 3CD                        | WPCL-10855/57 | 1位  | Mind Travel                                                  |
| 10th | 2010年9月1日   | Wildflower & Cover Songs:Complete Best 'TRACK 3' | 2CD                        | WPCL-10858/59 | 1位  | Mind Travel                                                  |
| 11th | 2010年12月15日 | Eyes On Me                                       | CD+DVD                     | WPZL-30244/5  | 5位  | Mind Travel                                                  |
| 11th | 2010年12月15日 | Eyes On Me                                       | CD                         | WPCL-10885    | 5位  | Mind Travel                                                  |
| 12th | 2011年3月9日   | Beep!!/Sunshine Sunshine                         | CD+DVD                     | WPZL-30253/4  | 5位  | Mind Travel                                                  |
| 12th | 2011年3月9日   | Beep!!/Sunshine Sunshine                         | CD                         | WPCL-10924    | 5位  | Mind Travel                                                  |
| 13th | 2011年6月29日  | あぁ                                             | CD                         | WPCL-10977    | 9位  | Superfly BEST                                                |
| 14th | 2011年10月12日 | 愛をくらえ                                       | CD+DVD                     | WPZL-30329/30 | 3位  | Force                                                        |
| 14th | 2011年10月12日 | 愛をくらえ                                       | CD                         | WPCL-10952    | 3位  | Force                                                        |
| 15th | 2012年8月15日  | 輝く月のように/The Bird Without Wings            | CD+DVD                     | WPZL-30427/8  | 6位  | Force                                                        |
| 15th | 2012年8月15日  | 輝く月のように/The Bird Without Wings            | CD                         | WPCL-11185    | 6位  | Force                                                        |
| 16th | 2012年10月31日 | Force                                            | CD+DVD                     | WPZL-30461/2  | 9位  | Force                                                        |
| 16th | 2012年10月31日 | Force                                            | CD                         | WPCL-11226    | 9位  | Force                                                        |
| 17th | 2014年5月14日  | Live                                             | CD+DVD                     | WPZL-30842/3  | 8位  | WHITE                                                        |
| 17th | 2014年5月14日  | Live                                             | CD                         | WPCL-11803    | 8位  | WHITE                                                        |
| 18th | 2014年11月19日 | 愛をからだに吹き込んで                           | CD+DVD                     | WPZL-30964/65 | 12位 | WHITE                                                        |
| 18th | 2014年11月19日 | 愛をからだに吹き込んで                           | CD                         | WPCL-12013    | 12位 | WHITE                                                        |
| 19th | 2015年7月29日  | On Your Side                                     | CD+DVD                     | WPZL-31006/7  | 9位  | WHITE                                                        |
| 19th | 2015年7月29日  | On Your Side                                     | CD                         | WPCL-12084    | 9位  | WHITE                                                        |
| 20th | 2015年12月2日  | 黒い雫 & Coupling Songs: 'Side B'                | 2CD+DVD                    | WPZL-31130/2  | 2位  | Superfly 10th Anniversary Greatest Hits “LOVE, PEACE & FIRE” |
| 20th | 2015年12月2日  | 黒い雫 & Coupling Songs: 'Side B'                | 2CD                        | WPCL-12280/1  | 2位  | Superfly 10th Anniversary Greatest Hits “LOVE, PEACE & FIRE” |
| 21st | 2016年9月14日  | Good-bye                                         | CD                         | WPCL-12429    | 10位 | Superfly 10th Anniversary Greatest Hits “LOVE, PEACE & FIRE” |
| 22nd | 2016年11月23日 | 99                                               | CD+DVD（9999枚生産限定盤） | WPZL-31244/5  | 7位  | Superfly 10th Anniversary Greatest Hits “LOVE, PEACE & FIRE” |
| 22nd | 2016年11月23日 | 99                                               | CD（通常盤）               | WPCL-12460    | 7位  | Superfly 10th Anniversary Greatest Hits “LOVE, PEACE & FIRE” |
| 23rd | 2018年6月6日   | Bloom                                            | 2CD+DVD                    | WPZL-31444/6  | 7位  | 0                                                            |
| 23rd | 2018年6月6日   | Bloom                                            | 2CD+Blu-ray                | WPZL-31447/9  | 7位  | 0                                                            |
| 23rd | 2018年6月6日   | Bloom                                            | 2CD                        | WPCL-12862/3  | 7位  | 0                                                            |
| 24th | 2018年10月10日 | Gifts                                            | CD+DVD                     | WPZL-31510/1  | 7位  | 0                                                            |
| 24th | 2018年10月10日 | Gifts                                            | CD                         | WPCL-12938    | 7位  | 0                                                            |
| 25th | 2019年6月12日  | Ambitious                                        | CD+DVD                     | WPZL-31609/10 | 10位 | 0                                                            |
| 25th | 2019年6月12日  | Ambitious                                        | CD+Blu-ray                 | WPZL-31611/2  | 10位 | 0                                                            |
| 25th | 2019年6月12日  | Ambitious                                        | CD                         | WPCL-13049    | 10位 | 0                                                            |

### コラボレーション・シングル
| 2012年7月25日 | STARS | CD+DVD | WPZL-30401/2 | 15位 | Superfly BEST |
| 2012年7月25日 | STARS | CD     | WPCL-11112   | 15位 | Superfly BEST |

### レンタル限定シングル
| #   | 発売日        | タイトル                                                                   | 規格 | 規格品番   | 備考 |
| --- | ------------- | -------------------------------------------------------------------------- | ---- | ---------- | --- |
| 1st | 2009年8月15日 | TSUTAYAスペシャル・シングル "Alright!!"                                    | CD   |            | 2ndアルバム『Box Emotions」のプロモーション・シングル。配信限定シングル『Alright」と、アルバム収録のシングル曲のダイジェストを収録。レンタル期間は9月30日まで。                                            |
| 2nd | 2011年5月14日 | スペシャルダイジェスト from 6/15リリース 3rd Album "Mind Travel"           | CD   | WPCK-10006 | 3rdアルバム『Mind Travel」のプロモーション・シングル。アルバム収録曲「Ah」と、アルバム収録全14曲のダイジェストを収録。                                                                                     |
| 3rd | 2016年8月24日 | Into The Circle!                                                           | CD   | WPCK-10020 | 6th DVD/Blu-ray「Superfly Arena Tour 2016 "Into The Circle!"」の発売と同時にレンタルが開始された特別CD。新規楽曲「ゴチャゴチャ」やDVD/Blu-rayから「黒い雫」「愛をこめて花束を」などのライブ音源6曲を収録。 |
| 4th | 2017年3月22日 | Superfly 10th Anniversary Greatest Hits LOVE PEACE & FIRE -special digest- | CD   | WPCK-10021 | Superflyデビュー10周年を記念して発売された「Superfly 10th Anniversary Greatest Hits LOVE,PEACE&FIRE」全39曲のダイジェスト盤CD。                                                                            |

### デジタル・ダウンロード

#### 配信限定シングル
- オフィシャルサイトのディスコグラフィにて、CDシングルと同等の扱いがされているものを記載。

##### オリジナル楽曲
| #                                       | 配信日                                  | タイトル                                | 規格                                    | 最高順位                                | 最高順位                                | 収録作品                                |
| #                                       | 配信日                                  | タイトル                                | 規格                                    | オリコン                                | Billboard JAPAN                         | 収録作品                                |
| ワーナーミュージック・ジャパン レーベル | ワーナーミュージック・ジャパン レーベル | ワーナーミュージック・ジャパン レーベル | ワーナーミュージック・ジャパン レーベル | ワーナーミュージック・ジャパン レーベル | ワーナーミュージック・ジャパン レーベル | ワーナーミュージック・ジャパン レーベル |
| --------------------------------------- | --------------------------------------- | --------------------------------------- | --------------------------------------- | --------------------------------------- | --------------------------------------- | --------------------------------------- |
| 1st                                     | 2009年6月3日                            | Alright!!                               | デジタル・ダウンロード                  | N/A                                     | N/A                                     | 2ndアルバム 『Box Emotions』            |
| 2nd                                     | 2011年5月18日                           | Rollin' Days                            | デジタル・ダウンロード                  | N/A                                     | N/A                                     | 3rdアルバム 『Mind Travel』             |
| 3rd                                     | 2015年1月21日                           | White Light                             | デジタル・ダウンロード                  | N/A                                     | N/A                                     | 5thアルバム 『WHITE』                   |
| 4th                                     | 2019年11月1日                           | フレア                                  | デジタル・ダウンロード                  | 3位                                     | 4位                                     | 6thアルバム 『0』                       |
| ユニバーサルシグマ レーベル             |                                         |                                         |                                         |                                         |                                         |                                         |
| 5th                                     | 2022年4月4日                            | Voice                                   | デジタル・ダウンロード                  | 3位                                     | 3位                                     | 7thアルバム 『Heat Wave』               |
| 6th                                     | 2022年5月23日                           | ダイナマイト                            | デジタル・ダウンロード                  | 8位                                     | 9位                                     | 7thアルバム 『Heat Wave』               |
| 7th                                     | 2022年8月29日                           | Presence                                | デジタル・ダウンロード                  | 5位                                     | 5位                                     | 7thアルバム 『Heat Wave』               |
| 8th                                     | 2022年12月28日                          | Farewell                                | デジタル・ダウンロード                  | 31位                                    | 33位                                    | 7thアルバム 『Heat Wave』               |
| 9th                                     | 2023年11月5日                           | Ashes                                   | デジタル・ダウンロード                  | 6位                                     | 6位                                     | 未発表                                  |
| 10th                                    | 2024年8月17日                           | Charade                                 | デジタル・ダウンロード                  | -                                       | 51位                                    | 未発表                                  |

##### リアレンジ楽曲
- リミックス、リテイクバージョンも含む。

| 配信日        | タイトル                               | 規格                   | 収録作品                  |
| ------------- | -------------------------------------- | ---------------------- | ------------------------- |
| 2022年8月8日  | ダイナマイト (R3HAB Remix)             | デジタル・ダウンロード | 未収録                    |
| 2023年2月14日 | Farewell (Gospel Ver.)                 | デジタル・ダウンロード | 7thアルバム 『Heat Wave』 |
| 2025年6月28日 | 愛をこめて花束を - From THE FIRST TAKE | デジタル・ダウンロード | 未収録                    |

| 配信日       | タイトル                                | 規格                   | 収録作品                                          |
| ------------ | --------------------------------------- | ---------------------- | ------------------------------------------------- |
| 2023年7月4日 | やさしい気持ちで (マイ・エレメントver.) | デジタル・ダウンロード | 『マイ・エレメント』 オリジナル・サウンドトラック |

#### その他音楽配信
- CDシングルとは別名義で発表された作品および当時配信限定曲として発表された楽曲のみを記載。先行配信あるいは限定トラックを含む等は割愛する。

| #    | 配信日         | タイトル                                                  | 備考 |
| ---- | -------------- | --------------------------------------------------------- | --- |
| 1st  | 2007年6月6日   | ハロー・ハロー (Bonus Version)                            | |
| 2nd  | 2007年6月27日  | Live from Tokyo                                           | |
| 3rd  | 2007年7月4日   | マニフェスト 13,000人Live @ 大阪城ホール FM802 REQUESTAGE | |
| 4th  | 2007年10月3日  | 愛と感謝                                                  | 後に、4thシングル『愛をこめて花束を』のカップリングとしてCD化。                                                                  |
| 5th  | 2010年6月18日  | タマシイレボリューション                                  | 後に、10thシングル『Wildflower & Cover Songs:Complete Best 'TRACK 3'』にてCD化。                                                 |
| 6th  | 2011年3月25日  | You & Me                                                  | レコチョク、wamo!、iTunes限定配信。 後にベストアルバム『Superfly 10th Anniversary Greatest Hits “LOVE, PEACE & FIRE”』にてCD化。 |
| 7th  | 2016年10月13日 | 99                                                        | レコチョク、iTunes限定配信。 後に、22ndシングルとしてCD化。                                                                      |
| 8th  | 2017年10月19日 | Force -Orchestra Ver.-                                    | レコチョク、iTunes限定配信。 後に、23rdシングル『Bloom』にてCD化。                                                               |
| 9th  | 2017年11月16日 | ユニゾン -Drama Ver.-                                     | サブスクリプションサービス限定。 フルサイズとして後に、23rdシングル『Bloom』にてCD化。                                           |
| 10th | 2020年5月22日  | Together                                                  | サブスクリプション限定。 再レコーディングを施し、7thアルバム『Heat Wave』にてアルバム・バージョンでCD化。                        |

#### 着うたフル限定配信
| #   | 配信日        | タイトル                                                             |
| --- | ------------- | -------------------------------------------------------------------- |
| 1st | 2009年3月18日 | 愛をこめて花束を (Piano Ver.)                                        |
| 2nd | 2009年3月18日 | Welcome To The Rockin' Show                                          |
| 3rd | 2009年3月25日 | 愛をこめて花束を (Live from DVD「Rock'N'Roll Show 2008」)            |
| 4th | 2009年3月25日 | Welcome To The Rockin' Show (Live from DVD「Rock'N'Roll Show 2008」) |
| 5th | 2009年3月25日 | How Do I Survive? (Live from DVD「Rock'N'Roll Show 2008」)           |
| 6th | 2009年3月25日 | Oh My Precious Time (Live from DVD「Rock'N'Roll Show 2008」)         |
| 7th | 2009年3月25日 | Hi-Five (LIVE from DVD「Rock'N'Roll Show 2008」)                     |
| 8th | 2010年7月22日 | Wildflower (ドラマサイズver.)                                        |

### オリジナル・アルバム
| #                                       | 発売日                                  | タイトル                                | 規格                                    | 規格品番                                | オリコン 最高位                         |                                         |                                         |                                         |                                         |
| ワーナーミュージック・ジャパン レーベル | ワーナーミュージック・ジャパン レーベル | ワーナーミュージック・ジャパン レーベル | ワーナーミュージック・ジャパン レーベル | ワーナーミュージック・ジャパン レーベル | ワーナーミュージック・ジャパン レーベル | ワーナーミュージック・ジャパン レーベル | ワーナーミュージック・ジャパン レーベル | ワーナーミュージック・ジャパン レーベル | ワーナーミュージック・ジャパン レーベル |
| --------------------------------------- | --------------------------------------- | --------------------------------------- | --------------------------------------- | --------------------------------------- | --------------------------------------- | --------------------------------------- | --------------------------------------- | --------------------------------------- | --------------------------------------- |
| 1st                                     | 2008年5月14日                           | Superfly                                | CD+DVD                                  | WPZL-30158/9                            | 1位                                     |                                         |                                         |                                         |                                         |
| 1st                                     | 2008年5月14日                           | Superfly                                | CD                                      | WPCL-10477                              | 1位                                     |                                         |                                         |                                         |                                         |
| 2nd                                     | 2009年9月2日                            | Box Emotions                            | CD+DVD                                  | WPZL-30084/5                            | 1位                                     |                                         |                                         |                                         |                                         |
| 2nd                                     | 2009年9月2日                            | Box Emotions                            | CD                                      | WPCL-10740                              | 1位                                     |                                         |                                         |                                         |                                         |
| 3rd                                     | 2011年6月15日                           | Mind Travel                             | CD+DVD                                  | WPZL-30278/79                           | 1位                                     |                                         |                                         |                                         |                                         |
| 3rd                                     | 2011年6月15日                           | Mind Travel                             | CD                                      | WPCL-10952                              | 1位                                     |                                         |                                         |                                         |                                         |
| 4th                                     | 2012年9月19日                           | Force                                   | 2CD                                     | WPCL-11108/9                            | 1位                                     |                                         |                                         |                                         |                                         |
| 4th                                     | 2012年9月19日                           | Force                                   | CD                                      | WPCL-11110                              | 1位                                     |                                         |                                         |                                         |                                         |
| 4th                                     | 2012年9月19日                           | Force                                   | LP盤+2CD（5周年記念生産限定盤）         | WPZL-30396/8                            | 1位                                     |                                         |                                         |                                         |                                         |
| 4th                                     | 2012年9月19日                           | Force                                   | CD+DVD（ローソン・Loppi限定盤）         | WPZL-30399/400                          | 1位                                     |                                         |                                         |                                         |                                         |
| 5th                                     | 2015年5月27日                           | WHITE                                   | 2CD                                     | WPCL-12089/90                           | 2位                                     |                                         |                                         |                                         |                                         |
| 5th                                     | 2015年5月27日                           | WHITE                                   | CD                                      | WPCL-12091                              | 2位                                     |                                         |                                         |                                         |                                         |
| 6th                                     | 2020年1月15日                           | 0                                       | CD+DVD（初回盤A）                       | WPZL-31695/6                            | 3位                                     |                                         |                                         |                                         |                                         |
| 6th                                     | 2020年1月15日                           | 0                                       | CD+Blu-ray（初回盤A）                   | WPZL-31697/8                            | 3位                                     |                                         |                                         |                                         |                                         |
| 6th                                     | 2020年1月15日                           | 0                                       | CD+DVD（初回盤B）                       | WPZL-31699/700                          | 3位                                     |                                         |                                         |                                         |                                         |
| 6th                                     | 2020年1月15日                           | 0                                       | CD+Blu-ray（初回盤B）                   | WPZL-31701/2                            | 3位                                     |                                         |                                         |                                         |                                         |
| 6th                                     | 2020年1月15日                           | 0                                       | CD（通常盤）                            | WPCL-13150                              | 3位                                     |                                         |                                         |                                         |                                         |
| ユニバーサルシグマ レーベル             |                                         |                                         |                                         |                                         |                                         |                                         |                                         |                                         |                                         |
| 7th                                     | 2023年5月24日                           | Heat Wave                               | CD+Blu-ray（初回限定盤A）               | UMCK-7212                               | 7位                                     |                                         |                                         |                                         |                                         |
| 7th                                     | 2023年5月24日                           | Heat Wave                               | CD+2DVD（初回限定盤B）                  | UMCK-7213                               | 7位                                     |                                         |                                         |                                         |                                         |
| 7th                                     | 2023年5月24日                           | Heat Wave                               | CD（通常盤）                            | UMCK-1749                               | 7位                                     |                                         |                                         |                                         |                                         |

### カバー・アルバム
| 1th | 2025年6月18日 | Amazing | CD | UMCK-7277 | 6位 |

### ベスト・アルバム
| 1st | 2013年9月25日  | Superfly BEST                                                | 2CD+DVD | WPZL-30712/4   | 1位 |
| 1st | 2013年9月25日  | Superfly BEST                                                | 2CD     | WPCL-11605/06  | 1位 |
| 2nd | 2017年4月4日   | Superfly 10th Anniversary Greatest Hits “LOVE, PEACE & FIRE” | 4CD     | WPCL-12617〜20 | 1位 |
| 2nd | 2017年4月4日   | Superfly 10th Anniversary Greatest Hits “LOVE, PEACE & FIRE” | 3CD     | WPCL-12621〜3  | 1位 |
| 2nd | 2017年12月20日 | Superfly “LOVE, PEACE & FIRE” -Special Edition-              | CD      | WPCL-12828     | -   |

### ライブ・ベスト・アルバム
| 1st | 2022年11月2日 | 15th Anniversary Live Best | デジタル・ダウンロード | - | 4位 |

### DVD / Blu-ray
| 1st                         | 2009年4月1日   | Rock'N'Roll Show 2008                       | 2DVD                         | WPBL-90124/5                  | 16位 |
| 2nd                         | 2010年4月28日  | Dancing at Budokan!!                        | 2DVD+2CD（初回生産限定盤）   | WPZL-90006/9                  | 7位  |
| 2nd                         | 2010年4月28日  | Dancing at Budokan!!                        | 2DVD（通常盤）               | WPBL90137/8                   | 7位  |
| 2nd                         | 2010年4月28日  | Dancing at Budokan!!                        | Blu-ray（通常盤）            | WPXL-90005                    | -    |
| 3rd                         | 2012年4月4日   | Shout In The Rainbow!!                      | DVD+CD（初回生産限定盤）     | WPZL-90012/14                 | 3位  |
| 3rd                         | 2012年4月4日   | Shout In The Rainbow!!                      | DVD（通常盤）                | WPBL-90177/78                 | 3位  |
| 3rd                         | 2012年4月4日   | Shout In The Rainbow!!                      | Blu-ray+CD（初回生産限定盤） | WPXL-90015/16                 | 1位  |
| 3rd                         | 2012年4月4日   | Shout In The Rainbow!!                      | Blu-ray（通常盤）            | WPXL-90009                    | 1位  |
| 4th                         | 2013年4月3日   | Force 〜Document & Live〜                   | DVD                          | WPBL-90205/06                 | 5位  |
| 4th                         | 2013年4月3日   | Force 〜Document & Live〜                   | Blu-ray                      | WPXL-90015                    | 4位  |
| 5th                         | 2013年11月13日 | GIVE ME TEN!!!!!                            | DVD                          | WPBL-90258 （初回生産限定盤） | 3位  |
| 5th                         | 2013年11月13日 | GIVE ME TEN!!!!!                            | DVD                          | WPBL-90260 （通常盤）         | 3位  |
| 5th                         | 2013年11月13日 | GIVE ME TEN!!!!!                            | Blu-ray                      | WPXL-90058 （初回生産限定盤） | 4位  |
| 5th                         | 2013年11月13日 | GIVE ME TEN!!!!!                            | Blu-ray                      | WPXL-90059 （通常盤）         | 4位  |
| 6th                         | 2016年8月24日  | Superfly Arena Tour 2016 “Into The Circle!” | DVD+CD（初回生産限定盤）     | WPZL-90117/8                  | 3位  |
| 6th                         | 2016年8月24日  | Superfly Arena Tour 2016 “Into The Circle!” | DVD（通常盤）                | WPZL-90120/1                  | 3位  |
| 6th                         | 2016年8月24日  | Superfly Arena Tour 2016 “Into The Circle!” | Blu-ray+CD（初回生産限定盤） | WPBL-90396                    | 7位  |
| 6th                         | 2016年8月24日  | Superfly Arena Tour 2016 “Into The Circle!” | Blu-ray（通常盤）            | WPXL-90130                    | 7位  |
| 7th                         | 2020年4月4日   | Superfly Arena Tour 2019 "0"                | DVD                          | WPXL-90545/6                  | 6位  |
| 7th                         | 2020年4月4日   | Superfly Arena Tour 2019 "0"                | Blu-ray                      | WPXL-90229                    | 5位  |
| ユニバーサルシグマ レーベル |                |                                             |                              |                               |      |
| 8th                         | 2024年11月27日 | Ride the Wave 〜Live & Documentary〜        | 4DVD＋Photo Book             | UMBK-1330                     | 8位  |
| 8th                         | 2024年11月27日 | Ride the Wave 〜Live & Documentary〜        | 3Blu-ray＋Photo Book         | UMXK-1118                     | 15位 |

### 参加作品
- ウルフルズ「花さかフィーバー」（2007年7月25日、シングル『両方 For You』収録）
  - コーラス参加
- JAPAN UNITED with MUSIC「All You Need Is Love」（2012年3月7日）

### コンピレーション・アルバム
| 発売日         | タイトル                                   | 規格品番   | 収録曲                     |
| -------------- | ------------------------------------------ | ---------- | -------------------------- |
| 2010年3月3日   | 花鳥風月集                                 | WPCL-10761 | 3.愛をこめて花束を         |
| 2017年02月22日 | ウルフルズTribute 〜Best of Girl Friends〜 | WPCL-12462 | ヤング ソウル ダイナマイト |

### 未収録曲
- 浪漫
- キャデラック
- 不夜城ブギ
- モンキービジネス

上記4曲は多保が在籍していた頃、ライブで何度か披露されていた曲。

### 楽譜
･全てドレミ楽譜出版社より出版
ギター弾き語り Superfly （2008年12月8日）
アルバム『Superfly』収録曲の他、ボーナス・スコアとして「How Do I Survive?」のギター弾き語り用の楽譜を掲載。
バンドスコア Superfly （2008年12月16日）
アルバム『Superfly』収録曲の他、ボーナス・スコアとして「How Do I Survive?」の楽譜、アルバムに関するインタビューが掲載されている。
バンドスコア Box Emotions （2009年11月20日）
アルバム『Box Emotions』収録曲の楽譜の他、アルバムに関するインタビューが掲載されている。
Superfly Guitar Song Book （2009年11月20日）
アルバム『Superfly」「Box Emotions』収録曲の他、ボーナス・スコアとして「Dancing On The Fire」のギター弾き語り用の楽譜を掲載。
バンドスコア Mind Travel （2011年8月10日）
アルバム『Mind Travel』収録曲の楽譜を掲載。
Superfly Guitar Song Book （2011年8月10日）
上記の同タイトルのスコアに、アルバム『Mind Travel』収録曲（「Ah」を除く）と、シングル曲「あぁ」を追加。
バンドスコア Force （2012年10月24日）
アルバム『Force』収録曲の楽譜を掲載。
Superfly Guitar Solo Collection（2012年12月29日）
Superflyの代表曲となる楽曲全16曲を掲載したギター弾き語り用スコア。
バンドスコア Superfly/Superfly BEST（2013年12月18日）
初のベストアルバム『Superfly BEST』全収録曲の楽譜を掲載。
「Superfly BEST」Pray on the guitar （2013年12月18日）
『Superfly BEST』のギター弾き語り用スコア。
バンドスコア Superfly/WHITE（2015年11月14日）
Superflyの5thアルバム『WHITE』収録曲の楽譜を掲載。
バンドスコア Superfly 10th Anniversary Greatest Hits "LOVE"
バンドスコア Superfly 10th Anniversary Greatest Hits "PEACE"
バンドスコア Superfly 10th Anniversary Greatest Hits "FIRE"
10周年を記念して発売された『Superfly 10th Anniversary Greatest Hits "LOVE,PEACE＆FIRE"』の全楽曲を3冊に分けて楽曲を掲載。

## タイアップ一覧
| 曲名                                     | タイアップ                                                                                                 |
| ---------------------------------------- | --- |
| ハロー・ハロー                           | ドワンゴ「dwango.jp」CMソング                                                                              |
| ハロー・ハロー                           | TBS系金曜ドラマ『エジソンの母』挿入歌                                                                      |
| i spy i spy                              | 日産自動車「cube」CMソング                                                                                 |
| 愛をこめて花束を                         | TBS系金曜ドラマ『エジソンの母』主題歌                                                                      |
| 愛をこめて花束を                         | 中京テレビ『PS』2008年2月度エンディングテーマ                                                              |
| 愛と感謝                                 | JFL系『Power Of Music』2007年度キャンペーンソング                                                          |
| 愛と感謝                                 | 山陽放送『RSKイブニング5時』エンディングテーマ曲                                                           |
| Hi-Five                                  | au KDDI「LISMO」キャンペーンソング                                                                         |
| How Do I Survive?                        | 学校法人モード学園CMソング                                                                                 |
| My Best Of My Life                       | フジテレビ系木曜劇場『BOSS』主題歌                                                                         |
| Alright!!                                | フジテレビ系木曜劇場『BOSS』オープニングテーマ                                                             |
| Alright!!                                | スズキ「エスクード」CMソング                                                                               |
| 恋する瞳は美しい                         | Canon「IXY DIGITAL 510 IS/210 IS」CMソング                                                                 |
| やさしい気持ちで                         | フジテレビ系『めざましテレビ』2009年度テーマソング                                                         |
| やさしい気持ちで                         | 鉄道チャンネル『三宅智子の女子的☆駅弁紀行』オープニングテーマ                                              |
| やさしい気持ちで                         | 日本テレビ『輝きYELL!』テーマソング                                                                        |
| 誕生                                     | Right-on「X-WASH」CMソング                                                                                 |
| 誕生                                     | NHK BS1『島耕作のアジア立志伝』オープニングテーマ                                                          |
| 春のまぼろし                             | ミュードラ『春のまぼろし』主題歌                                                                           |
| Hanky Panky                              | 映画『山形スクリーム』主題歌                                                                               |
| Dancing On The Fire                      | Canon「IXY DIGITAL 930IS」CMソング                                                                         |
| (You Make Me Feel Like) A Natural Woman  | 映画『東京島』主題歌                                                                                       |
| タマシイレボリューション                 | NHK 2010年度サッカーテーマソング                                                                           |
| Wildflower                               | フジテレビ系木曜劇場『GOLD』主題歌                                                                         |
| Wildflower                               | NHK BS1『島耕作のアジア立志伝』エンディングテーマ                                                          |
| Free Planet                              | ソニー・エリクソン・モバイルコミュニケーションズ「Cyber-shotケータイ S003」、「BRAVIA Phone S004」CMソング |
| Roll Over The Rainbow                    | フジテレビ「お台場合衆国2010 〜笑うBayには福きたる!!〜」テーマソング                                       |
| Fooled Around and Fell in Love           | フジテレビ系木曜劇場『GOLD』挿入歌                                                                         |
| Eyes On Me                               | PSP『The 3rd Birthday』テーマソング                                                                        |
| Beep!!                                   | 角川映画配給映画『漫才ギャング』主題歌                                                                     |
| Sunshine Sunshine                        | 「MEET THE MUSIC 2011」キャンペーンソング                                                                  |
| Rollin' Days                             | フジテレビ系木曜劇場『BOSS』主題歌                                                                         |
| Ah                                       | HONDA「オデッセイ」CMソング                                                                                |
| 愛をくらえ                               | ワーナー・ブラザース映画配給映画『スマグラー -おまえの未来を運べ-』主題歌                                  |
| I My Me Mine Mine                        | ワーナー・ブラザース映画配給映画『スマグラー -おまえの未来を運べ-』イメージソング                          |
| STARS                                    | フジテレビ系ロンドンオリンピック中継テーマソング                                                           |
| 輝く月のように                           | TBS系日曜劇場『サマーレスキュー〜天空の診療所〜』主題歌                                                    |
| The Bird Without Wings                   | SDP配給映画『闇金ウシジマくん』主題歌                                                                      |
| Force                                    | テレビ朝日系木曜ドラマ『ドクターX〜外科医・大門未知子〜』（第1期）主題歌                                   |
| Force                                    | テレビ朝日系ドラマ『ドクターX〜外科医・大門未知子〜スペシャル』主題歌                                      |
| No Bandage                               | SDP配給映画『闇金ウシジマくん』イメージソング                                                              |
| Get High!! 〜アドレナリン〜              | サンスター「VO5」キャンペーンソング                                                                        |
| 919                                      | TBS系『A-Studio』テーマソング                                                                              |
| Bi-Li-Li Emotion                         | テレビ朝日系木曜ドラマ『ドクターX〜外科医・大門未知子〜』（第2期）主題歌                                   |
| Always                                   | テレビ東京系『Crossroad』エンディングテーマ                                                                |
| Starting Over                            | J-WAVE開局25周年アニバーサリーソング                                                                       |
| Live                                     | SDP配給映画『闇金ウシジマくん Part2』主題歌                                                                |
| 万華鏡と蝶                               | SDP配給映画映画『闇金ウシジマくん Part2』イメージソング                                                    |
| 愛をからだに吹き込んで                   | テレビ朝日系木曜ドラマ『ドクターX〜外科医・大門未知子〜』（第3期）主題歌                                   |
| You You                                  | JAPAN FM LEAGUE『JFL presents FOR THE NEXT』テーマソング                                                   |
| クローゼット                             | テレビ東京系『Crossroad』エンディングテーマ                                                                |
| White Light                              | PS3『テイルズ オブ ゼスティリア』テーマソング                                                              |
| On Your Side                             | 2015 ABC 夏の高校野球応援ソング                                                                            |
| On Your Side                             | ABC『熱闘甲子園』（第97回全国高等学校野球選手権大会）テーマソング                                          |
| Beautiful                                | TBS系火曜ドラマ『マザー・ゲーム〜彼女たちの階級〜』主題歌                                                  |
| Beautiful                                | 損保ジャパンホッケー日本代表応援CM「世界でひとつの輝く光になれ」編CMソング                                 |
| Beautiful                                | 花王プリマヴィスタ NEW スキンプロテクトベース＜皮脂くずれ防止＞ CMソング                                   |
| 黒い雫                                   | フジテレビ系ドラマ『無痛〜診える眼〜』主題歌                                                               |
| ゴチャゴチャ                             | フジテレビ系『バイキング』テーマソング                                                                     |
| Good-bye                                 | SDP配給映画『闇金ウシジマくん ザ・ファイナル』主題歌                                                       |
| 天上天下唯我独尊                         | SDP配給映画『闇金ウシジマくん ザ・ファイナル』主題歌                                                       |
| 心の鎧                                   | SDP配給映画『闇金ウシジマくん Part3』主題歌                                                                |
| 99                                       | テレビ朝日系木曜ドラマ『ドクターX〜外科医・大門未知子〜』（第4期）主題歌                                   |
| Bloom                                    | ゼクシィ「ゼクシィ25周年 "愛を、祝おう。"」テーマソング                                                    |
| Fall                                     | TBS系金曜ドラマ『あなたには帰る家がある』主題歌                                                            |
| ユニゾン                                 | テレビ朝日系木曜ドラマ『ドクターX〜外科医・大門未知子〜』（第5期）W主題歌                                  |
| Force -Orchestra ver.-                   | テレビ朝日系木曜ドラマ『ドクターX〜外科医・大門未知子〜』（第5期）W主題歌                                  |
| Gifts                                    | NHK全国学校音楽コンクール中学生の部課題曲                                                                  |
| Gifts                                    | NHK『みんなのうた』2018年8・9月度放送曲                                                                    |
| ハッピーデイ                             | 花王「フレアフレグランス」CMソング                                                                         |
| Ambitious                                | TBS系火曜ドラマ『わたし、定時で帰ります。』主題歌                                                          |
| 覚醒                                     | 東宝配給アニメ映画『プロメア』主題歌                                                                       |
| 氷に閉じ込めて                           | 東宝配給アニメ映画『プロメア』主題歌                                                                       |
| フレア                                   | NHK連続テレビ小説『スカーレット』主題歌                                                                    |
| サンディ                                 | KIRIN「キレートレモン」CMソング                                                                            |
| ダイナマイト                             | ボートレース2022年CM主題歌                                                                                 |
| Love & Peace Again!                      | フジテレビ系『ポップUP!』テーマソング                                                                      |
| Presense                                 | NHK EテレTVアニメーション『アオアシ』第2クールオープニングテーマ                                           |
| Farewell                                 | 東宝配給映画『映画 イチケイのカラス』主題歌                                                                |
| やさしい気持ちで (マイ・エレメント ver.) | ディズニー&ピクサー映画『マイ・エレメント』日本版エンドソング                                              |
| Ashes                                    | TBS系日曜劇場『下剋上球児』主題歌                                                                          |
| Heat Wave                                | 2024年『ABEMA』ベースボール公式テーマソング                                                                |
| Charade                                  | 日本テレビ系土ドラ10『マル秘の密子さん』主題歌                                                             |

## イベント
- 2007年04月27日 - REQUESTAGE 5
- 2007年04月29日 - ARABAKI ROCK FEST.07
- 2007年05月06日 - ASAHI SHIMBUN presents J-WAVE LIVE ～SPRING!
- 2007年05月10日 - スペースシャワー列伝 第66巻 ～幟(のぼり)の宴～
- 2007年07月21日 - SETSTOCK'07
- 2007年07月22日 - FM802 MEET THE WORLD BEAT 2007
- 2007年08月26日 - MONSTER baSH 2007
- 2007年09月01日 - SPACE SHOWER SWEET LOVE SHOWER 2007
- 2007年10月08日 - ZIP SUPER SQUARE
- 2008年07月27日 - FM802 MEET THE WORLD BEAT 2008
- 2008年08月15日 - J-WAVE LIVE 2000+8
- 2008年08月30日 - SPACE SHOWER SWEET LOVE SHOWER 2008
- 2008年12月30日 - COUNTDOWN JAPAN 08/09
- 2008年12月31日 - COUNTDOWN JAPAN 08/09 -WEST-
- 2009年04月29日 - REQUESTAGE 7
- 2009年08月02日 - ROCK IN JAPAN FESTIVAL 2009
- 2009年12月30日 - FM802 ROCK FESTIVAL RADIO CRAZY 2009
- 2009年12月31日 - COUNTDOWN JAPAN 09/10
- 2010年05月29日 - MTV WORLD STAGE VMAJ 2010
- 2010年07月17日 - JOIN ALIVE 2010
- 2010年07月25日 - HIGHER GROUND 2010
- 2010年07月30日 - FUJI ROCK FESTIVAL '10
- 2010年07月31日 - GIRL ROCK FACTORY 01
- 2010年08月14日 - J-WAVE LIVE 2000+10
- 2010年08月22日 - MONSTER baSH 2010
- 2010年08月28日 - SUPER DRY THE LIVE
- 2010年08月29日 - SPACE SHOWER SWEET LOVE SHOWER 2010 -15th ANNIVERSARY-
- 2010年08月31日 - お台場合衆国2010～笑うBayには福きたる!!～ めざましライブ
- 2010年10月30日 - WARNER MUSIC JAPAN 40th Anniversary～100年MUSIC FESTIVAL～
- 2012年08月08日 - FNSうたの夏まつり
- 2012年08月11日 - RISING SUN ROCK FESTIVAL 2012 in EZO
- 2012年08月15日 - ロックのほそ道
- 2012年08月26日 - MONSTER baSH 2012
- 2012年08月29日 - MARK'E Rolling 60
- 2012年09月02日 - J-WAVE LIVE 2000+12
- 2012年10月06日 - テレビ朝日ドリームフェスティバル 2012
- 2014年07月19日 - JOIN ALIVE 2014
- 2014年07月27日 - NUMBER SHOT 2014
- 2014年08月16日・17日 - SUMMER SONIC 2014
- 2014年08月23日 - MONSTER baSH 2014
- 2014年08月24日 - WILD BUNCH FEST. 2014
- 2014年08月31日 - SPACE SHOWER SWEET LOVE SHOWER 2014
- 2014年10月12日 - テレビ朝日ドリームフェスティバル 2014
- 2014年10月18日・20日・24日・11月28日・12月01日 - JFL presents LIVE FOR THE NEXT
- 2014年12月26日 - テレビ朝日 MUSIC STATION SUPER LIVE 2014
- 2014年12月27日 - FM802 ROCK FESTIVAL RADIO CRAZY 2014
- 2014年12月31日 - COUNTDOWN JAPAN 14/15
- 2015年05月18日 - QUATTRO MIRAGE ～TOUR MIRAGE～ the day
- 2015年07月04日 - THE MUSIC DAY～音楽は太陽だ～
- 2016年03月01日 - ニッポン放送「HAPPY FM93」開局記念 フジパシフィックミュージック創立50周年記念コンサート「オールナイトニッポンALIVE ～ヒットこそすべて～」
- 2016年04月29日 - FM802 SPECIAL LIVE 紀陽銀行 presents REQUESTAGE 14

## 出演
主に特集が組まれた番組およびレギュラー出演の番組のみの記載とし、ゲスト出演等は割愛する。

### テレビ
- 情熱大陸（2009年9月27日、毎日放送）
- SONGS（NHK総合）
  - 第233回（2012年9月22日）
  - 第342回「誰よりも私らしく」（2015年5月30日）
  - 第471回「Superfly×最新版スペシャルライブ」（2018年10月6日）
  - 第521回「Superfly×今を迎える変化の時」（2020年1月18日）
  - 第597回「デビュー15周年Superflyの素顔」（2022年4月7日）
  - 第650回「Superfly ～背中を押す歌声～」（2024年4月11日）
- スペースシャワーTV
  - V.I.P.（2020年1月26日）

### NHK紅白歌合戦出場歴
| 年度                                                | 放送回 | 回 | 曲目                      | 備考                            |
| --------------------------------------------------- | ------ | -- | ------------------------- | ------------------------------- |
| 2015年                                              | 第66回 | 初 | Beautiful                 |                                 |
| 2017年                                              | 第68回 | 2  | 愛をこめて花束を          | 活動再開後初のテレビ出演        |
| 2018年                                              | 第69回 | 3  | Gifts                     |                                 |
| 2019年                                              | 第70回 | 4  | フレア                    | 2番のサビのアカペラからスタート |
| 2020年                                              | 第71回 | 5  | 愛をこめて花束を（2回目） | オーケストラと共演              |
| 2022年                                              | 第73回 | 6  | Beautiful（2回目）        | 2年ぶりの出場                   |
| 2023年                                              | 第74回 | 7  | タマシイレボリューション  |                                 |
| 2024年                                              | 第75回 | 8  | Beautiful（3回目）        |                                 |
| - 曲名の後の（○回目）は紅白で披露された回数を表す。 |        |    |                           |                                 |

### ラジオ
- Monthly A Music（2007年4月4日 - 4月17日、ラジオ関西）
- HEAT PHONICS feat. Superfly（2007年4月5日 - 2008年3月27日、ZIP-FM）
- Superfly owel's nest（JOEU-FM）
- MUSIC FREAKS（2007年10月14日 - 2008年9月28日、FM802、隔週担当）
- Music Unlimited TOKYO VAGABOND（2014年4月1日 - 、J-WAVE、火曜担当）
- Superfly Into The Radio!（2016年4月4日 - 8月7日、TOKYO FM）